# Księżniczka w oślej skórze (film 1982)
Księżniczka w oślej skórze (ros. Ослиная шкура) – radziecka baśń filmowa z 1982 roku w reżyserii Nadieżdy Koszewierowej, oparta na baśni Ośla skórka Charles'a Perraulta.

## Obsada
- Władimir Etusz jako Król Gaston Dziewiąty
- Swietłana Niemolajewa jako Królowa Żorżeta
- Wiera Nowikowa jako Królewna Teresa
- Aleksandr Galibin jako Książę Jacques
- Zinowij Gerdt jako poeta Orewuar (narrator)
- Tatjana Peltzer jako zła czarodziejka Grawidana
- Walentina Panina jako dobra czarodziejka Riada
- Nikołaj Karaczencow jako rabuś Bourabo
- Ludmiła Makarowa jako Madame Bourabo, żona atamana
- Siergiej Parszyn jako Ryży
- Boris Arakielow jako żandarm
- Siergiej Filippow jako dworzanin

## Wersja polska
- Reżyser dubbingu: Zbigniew Stawecki
- Głosów użyczyli:
- Lech Ordon
- Alicja Jachiewicz
- Dorota Kawęcka
- Marek Robaczewski
- Maria Homerska
- Wiesław Michnikowski
- Krystyna Kołodziejczyk
- Jacek Czyż
- Anna Wróblówna

Źródło: